# Кава-фильтр

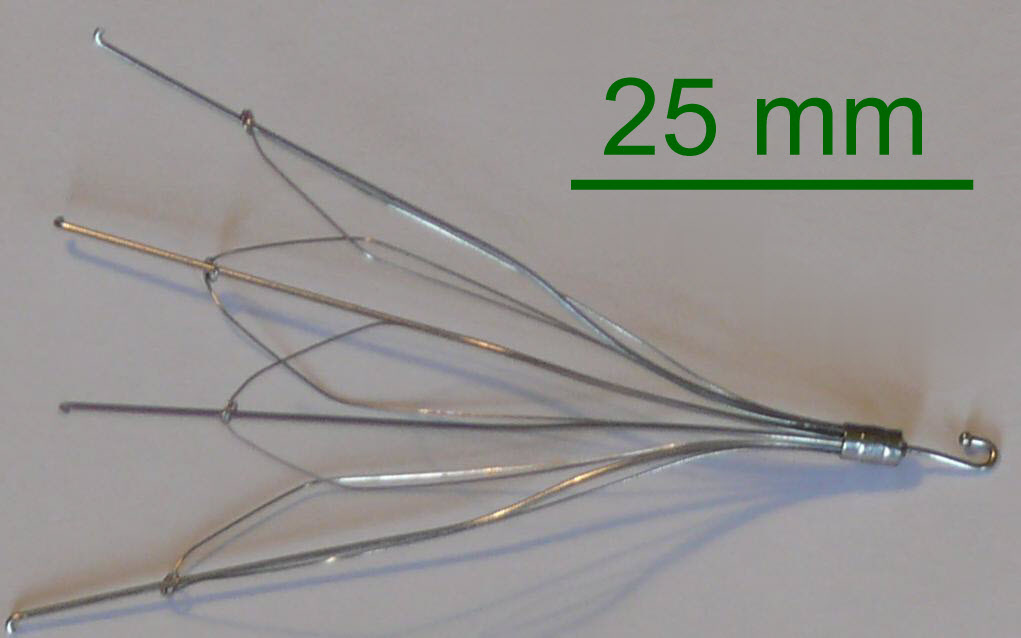
Фильтр нижней полой вены — Gunther Tulip

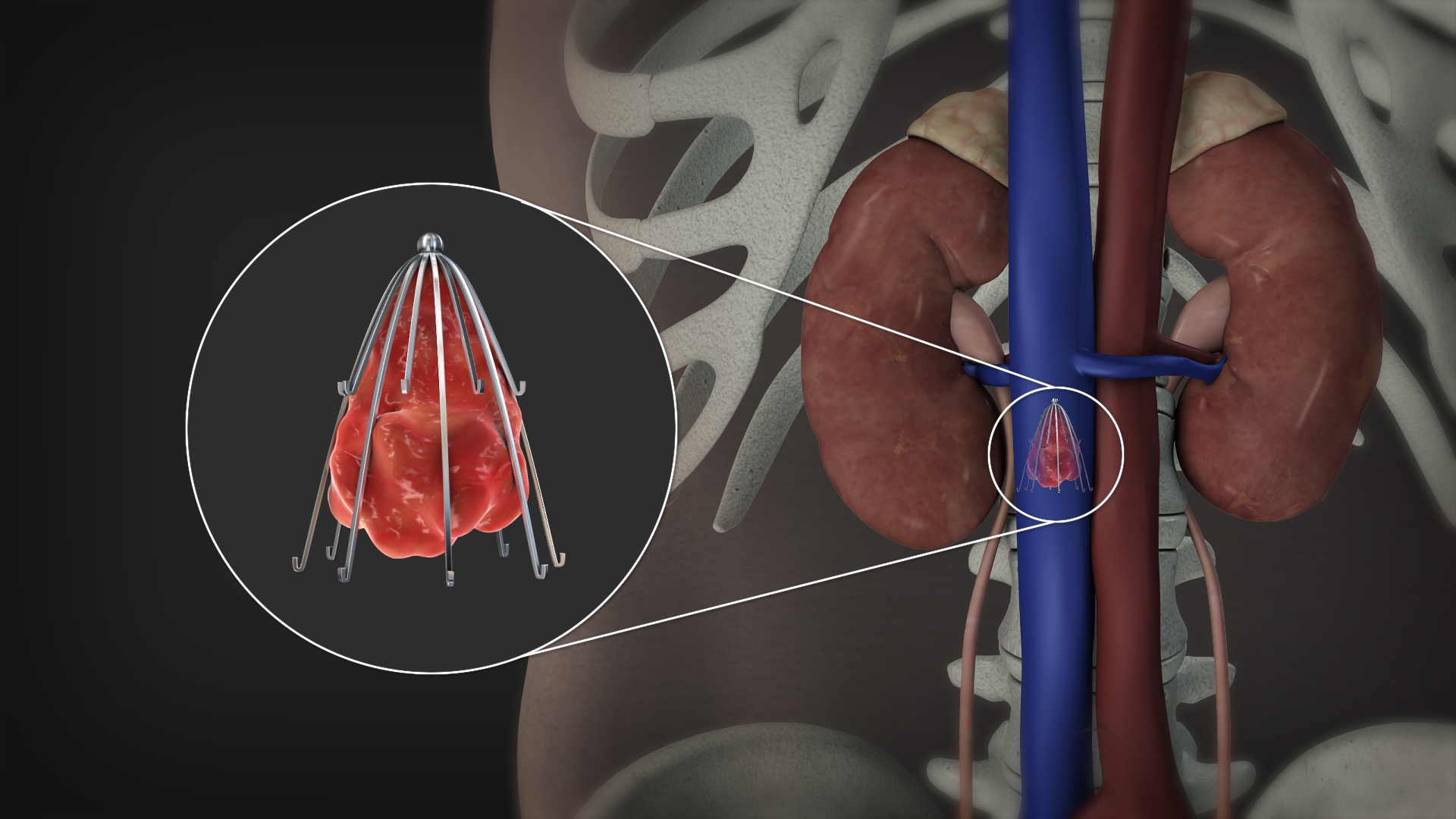

Кава-фильтр (или фильтр нижней полой вены) — медицинское устройство, которое устанавливают в вену для улавливания крупных тромбов.
Принцип действия: кава-фильтр позволяет крови свободно проходить сквозь себя, но задерживает крупные тромбы, которые потенциально могут привести к тромбоэмболии лёгочной артерии. При этом устройство не способно устранить саму причину возникновения тромбов. Установка кава-фильтра проводится под местной анестезией. Важно правильно подобрать размер устройства так, чтобы оно полностью соответствовало диаметру выбранной для установки вены. Если кава-фильтр меньше диаметра, он не сможет плотно закрепиться в вене и будет сдвигаться кровотоком. Слишком большая ловушка сможет повредить стенки сосуда.

## Основные показания для установки кава-фильтра
- тромбоз глубоких вен продолжает прогрессировать, несмотря на использование антикоагулянтов для разжижения крови;
- тромбоз на фоне сердечной недостаточности или онкологического заболевания;
- противопоказания к приёму антикоагулянтных медикаментов и осложнения, возникшие в процессе консервативной терапии.

Некоторые противопоказания к установке кава-фильтра: слишком узкие сосуды, затруднённый доступ к нижней полой вене или её деформация. Также фильтры не ставят детям до 18 лет, больным заражением крови различными микроорганизмами и при распространении тромбоза выше зоны надпочечников.

## Виды
1. Постоянные. Устанавливаются на всю жизнь. Устройство плотно фиксируется на стенке сосуда при помощи специальных шипов и не подлежит удалению или замене.
2. Временные. Съёмные, помещаются в вену на короткий промежуток времени. Не имеют жёстких фиксаторов.